# Alfaro (Gattung)
Alfaro ist eine Gattung der Lebendgebärenden Zahnkarpfen (Poeciliinae). Die Fische kommen in Mittelamerika von Honduras, über Costa Rica bis Westpanama vor. Sie leben ausschließlich in Flüssen und Bächen, die in den Atlantik fließen. Die Gattung wurde nach A. Alfaro, zur damaligen Zeit Direktor des Nationalmuseums von Costa Rica, benannt. Es gibt zwei Arten, den Messerschwanzkärpfling (Alfaro cultratus) und den Netzkärpfling (Alfaro huberi).

## Merkmale
Alfaro-Arten erreichen Längen zwischen 3,5 cm und 6 cm (Männchen), bzw. zwischen 5 cm und 8 cm (Weibchen). Es sind langgestreckte, seitlich stark abgeflachte Fische von gräulicher bis bräunlicher Färbung. Die Flossen sind durchscheinend und gelblich. Charakteristisch für die Gattung ist die aus zwei Schuppenreihen bestehende messerartige Kielkante zwischen After- und Schwanzflosse. Die Kielkante ist beim Messerschwanzkärpfling deutlicher ausgeprägt als beim Netzkärpfling.
Das Fortpflanzungsorgan der Männchen, das Gonopodium, ist einfach aufgebaut, weshalb Alfaro als sehr ursprünglicher Typ der lebendgebärenden Zahnkarpfen angesehen wird. 

## Arten
Die Gattung Alfaro umfasst folgende zwei Arten:
- Alfaro cultratus (Regan, 1908), Messerschwanzkärpfling
- Alfaro huberi (Fowler, 1923), Netzkärpfling